# Hans-Jürgen Pohl
Hans-Jürgen Pohl (* 1. August 1952) ist ein ehemaliger deutscher Fußballspieler. In den 1970er und 1980er Jahren spielte er im DDR-Fußballspielbetrieb Zweitligafußball.

## Sportliche Laufbahn
Die ersten Spiele in der zweitklassigen DDR-Liga bestritt Hans-Jürgen Pohl in der Saison 1971/72 für die Polizeisportgemeinschaft SG Dynamo in Schwerin. In den 22 ausgetragenen Ligaspielen absolvierte er sechs Partien und schoss sein erstes Tor im höherklassigen Ligenbetrieb. In den Spielzeiten von 1972/73 bis 1974/75 spielte Pohl als Soldat in der Nationalen Volksarmee Fußball. Zunächst hatte er bei der Armeesportgemeinschaft ASG Vorwärts in Meiningen, die ebenfalls in der DDR-Liga spielte, einen Stammplatz inne. In den 44 Ligaspielen der Spielzeiten 1972/73 und 1973/74 wurde er in 38 Begegnungen aufgeboten und wurde mit acht bzw. elf Treffern jeweils Torschützenkönig der Mannschaft. Zur Saison 1974/75 wurde die ASG Vorwärts von Meiningen nach Plauen verlegt, übernahm aber den bisherigen Ligenplatz. Für die ASG Vorwärts Plauen bestritt Pohl nur noch sechs Ligaspiele, in denen er sich mit vier Toren noch einmal als Torjäger auszeichnete. 
Nach seiner Entlassung aus der Volksarmee kehrte Pohl wieder zu Dynamo Schwerin zurück. Die Schweriner hatten die Saison 1974/75 als Tabellenerster in ihrer DDR-Liga-Staffel abgeschlossen und sich damit für die Aufstiegsspiele zur DDR-Oberliga qualifiziert. Unter den fünf Aufstiegsaspiranten belegte Dynamo Schwerin nur den 4. Platz und verpasste damit den Aufstieg. Pohl war noch rechtzeitig nach Schwerin zurückgekehrt, um an der Aufstiegsrunde teilzunehmen. Er wurde in den acht Spielen sechsmal eingesetzt und kam zu einem Torerfolg. Bis 1984 war Pohl einer der wertvollsten Spieler der SG Dynamo. In den neun Spielzeiten mit insgesamt 198 Ligaspielen bestritt er 177 Partien und wurde bis auf die Saison 1982/83 (3 Tore) jeweils Torschützenkönig der Schweriner. In den Jahren 1977, 1979, 1981 und 1984 war er auch Spitzenreiter der Torjägertabelle in der Ligastaffel A. 
Seine letzte Saison im höherklassigen Fußball absolvierte Hans-Jürgen Pohl als 31-Jähriger 1983/84. In der auf zwei Staffeln reduzierten DDR-Liga kam er bei 34 Ligaspielen noch in 15 Partien zum Einsatz und schoss seine letzten drei DDR-Liga-Tore. Nach der Beendigung seiner Laufbahn als Leistungsfußballer konnte er innerhalb von 14 Spielzeiten auf 242 Spiele in der DDR-Liga mit 157 Toren sowie auf 10 Oberliga-Aufstiegsspiele mit zwei Toren zurückblicken. 